# Tolmerus albiceps
Tolmerus albiceps là một loài ruồi trong họ Asilidae. Tolmerus albiceps được Becker miêu tả năm 1923. Loài này phân bố ở vùng Cổ Bắc giới.